# Penya-roja (barri de València)
Penya-Roja és un barri de València situat a l'est de la ciutat, dins el districte de Camins al Grau. La seua població en 2009 era de 10.051 habitants, i limita al nord amb els barris del Camí Fondo i La Creu del Grau. A l'oest limita uns metres amb el barri de Mestalla, a l'est amb el barri del Grau, encara que separat d'aquest per les vies del ferrocarril del carrer d'Eivissa, i al sud amb el vell llit del riu Túria, actual Jardí del Túria. A l'altra vora del riu es troben els barris de Montolivet, Ciutat de les Arts i les Ciències i la Punta, tots del districte de Quatre Carreres.
La prolongació del passeig de l'Albereda fa de límit sud del barri, mentre que el carrer d'Eivissa ho fa a l'est i el carrer d'Eduard Boscà a l'oest. El nord del barri és el traçat aproximat de l'antic Camí Fondo del Grau, que en l'actualitat correspon amb el carrer d'Astúries, l'avinguda de les Balears, el carrer de Menorca i l'avinguda de França. Aquesta última avinguda és el principal eix est-oest del barri, igual que l'avinguda de les Balears i el passeig de l'Albereda, mentre que els principals eixos sud-nord són el carrer del Pare Tomàs de Montañana, el carrer del Pintor Maella, i el Carrer de Menorca.

## Nom
Pren el nom d'una antiga senda o camí conegut com a Camí de Penya-Roja que correspon en l'actualitat amb el carrer situat entre el principi de l'avinguda de les Balears i el passeig de l'Albereda, prop de l'inici de l'avinguda de França.

## Història
És una de les zones amb major creixement de la ciutat durant l'última dècada del segle XX i principis del segle xxi. Per l'avinguda de França discorria la primera línia de ferrocarril de la ciutat l'any 1852 entre el centre de València i el Grau, entre camps d'horta regats per aigües de la séquia de Mestalla. Amb el pas dels segles tota la zona va ser envoltada d'indústries en estar lluny de nuclis urbans i prop del port de València.
La ciutat va créixer i les vies van passar a discorrer més allunyades al sud de la ciutat per a després dirigir-se al nord prop dels poblats marítims com El Grau i El Cabanyal. La zona va començar a estar urbanitzada amb la prolongació del passeig de l'Albereda, del Jardí del Túria, i la construcció de la Ciutat de les Arts i les Ciències durant la dècada del 1990. Ja al segle xxi ha estat totalment edificat amb alts edificis com la Torre de França, que va ser durant uns anys l'edifici més alt de la ciutat, i amb importants edificis d'oficines amb baixos comercials d'oci i grans centres comercials com El Corte Inglés de l'avinguda de França i el centre comercial Aqua al carrer de Menorca.
L'edifici de l'antiga fàbrica de tabac, la Tabacalera, un dels escassos exemplars de l'arquitectura industrial de la ciutat, ha sigut des de l'any 2006 l'escenari de conflictes per l'interès dels veïns de mantindre l'edifici.

## Elements importants

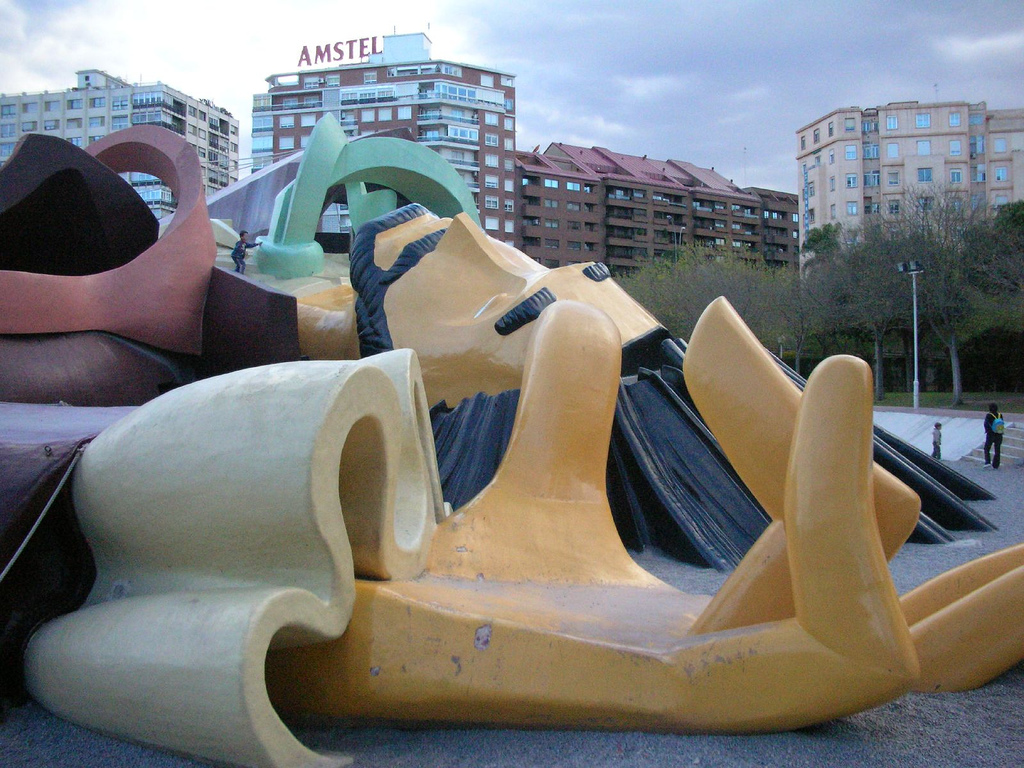
Detall de l'escultura monumental de Gulliver, atracció principal del parc.

Quatre ponts superen el Jardí del Túria per a comunicar el barri amb el districte de Quatre Carreres: el pont de l'Àngel Custodi, el pont del Regne, el pont de Montolivet i el pont de l'Assut de l'Or. Entre els dos primers hi ha el Parc Gulliver, mentre que l'últim és la construcció de major altura de tota la ciutat amb 123 metres.
A la plaça d'Europa hi ha l'escultura del Parotet, obra de l'escultor Miquel Navarro, i just al costat la Torre de França que fita amb l'avinguda del mateix nom. Just a la meitat del pont de Montolivet hi ha una columna commemorativa de la missa que va fer en este punt el Papa Benet XVI l'any 2006.
Altres punts de referència al barri són els grans magatzems d'El Corte Inglés prop de l'avinguda de França i del centre comercial Aqua al carrer de Menorca, amb una gran torre d'oficines amb el nom d'Iberdrola i un hotel annex. Molt prop es troben també els hotels Opera València i l'AC València.
Al carrer de Luis García Berlanga estan les antigues naus industrials de les fàbriques de fertilitzants "Cross", una de les quals, la més al nord forma el major poliesportiu de la ciutat dedicat al pàdel, i l'altra més al sud ha estat restaurada com a "Església dels Beats Màrtirs Valencians".
A l'encreuament de l'avinguda de les Balears amb el carrer del Pare Tomàs de Montañana es troba el Conservatori de música "José Iturbi", inaugurat l'any 2002 Un poc més a l'oest hi ha l'hotel "Beatriz Rey Don Jaime" i les instal·lacions de l'"Sporting Club de Tennis València". A l'extrem oest del barri, al centre de la intersecció giratòria on s'inicia l'avinguda, hi ha una escultura en bronze "Homenatge al Llibre" de l'artista castellonenc Joan García Ripollés.
Al passeig de l'Albereda hi ha dos fumerals en mig del passeig i envoltats pel jardí, com a patrimoni del passat industrial a aquest barri ara modern, residencial i d'oci.

## Transports
Donen servei al barri les línies d'autobusos de l'EMT de València: 1, 18, 19, 35, 40, 89, 90, N9, N89 i N90.
MetroValencia encara no dona servei al barri però està projectat que la futura línia 6 de tramvia orbital travesse el pont de l'Assut de l'Or i el carrer del Pintor Maella de sud a nord, a més de possibles ramals de la línia 2 encara per decidir.